# Hospitaalkwestie
De Hospitaalkwestie was een conflict in Suriname in 1950, waardoor uiteindelijk de regering van Julius Caesar de Miranda ten val kwam en vervroegde verkiezingen moesten worden uitgeschreven.
Lou Lichtveld, de landsminister van Onderwijs en Volksgezondheid (tevens bekend als schrijver onder het pseudoniem Albert Helman), ontsloeg Henk van Ommeren als medicus bij 's Lands Hospitaal vanwege een meningsverschil over het beleid van het ziekenhuis en al dan niet vermeende onregelmatigheden. Van Ommeren zou er bij de directeur van het ziekenhuis op hebben aangedrongen dat zijn buitenvrouw binnen het ziekenhuis een leidinggevende functie als verpleegkundige kreeg, wat door de directeur was geweigerd. Een ambtelijke commissie stelde een onderzoek in en gaf Lichtveld gelijk.
De kwestie was echter slechts aanleiding voor het binnen en buiten de Staten van Suriname uitvechten van tal van conflicten. De NPS'er Van Ommeren was kort daarvoor gekozen als lid van de Staten waardoor het ontslag leidde tot spanningen binnen de NPS. In de NPS stonden Jopie Pengel en David Findlay tegenover Gerard van der Schroeff, in 1946 een van de oprichters. Lichtveld hield op 6 juli 1950 een bijna zes uur durende rede, in antwoord op een interpellatievoorstel van Pengel, Findlay en Van Ommeren. Nog diverse vergaderingen volgden. Voorzitter Van der Schroeff liet overtreders van het reglement van orde uit de statenzaal verwijderen en liet meerdere malen de publieke tribune ontruimen. Ook buiten het parlement woedde het conflict voort.
Uiteindelijk besloot De Miranda af te treden. Op 14 maart 1951 volgden vervroegde verkiezingen.